# Augusto Paolo Lojudice
Augusto Paolo Lojudice (Róma, 1964. július 1. –) római katolikus pap, a Siena-Colle di Val d’Elsa-Montalcinói főegyházmegye érseke a Montepulciano-Chiusi-Pienzai egyházmegye püspöke, bíboros.

## Élete
1989. május 6-án szentelték pappá. Szentelése után több helyen is plébánosként szolgált.

### Püspöki pályafutása
Ferenc pápa 2015. március 6-án kinevezte Alba Maritima címzetes püspökévé és a Római egyházmegye segédpüspökévé, szentelésére május 23-án került sor a Lateráni bazilikában. 2019. május 6-án kinevezték a Siena-Colle di Val d’Elsa-Montalcinói főegyházmegye érsekévé, majd a 2020. november 28-i konzisztóriumon bíborossá kreálták. 2022. július 21-étől a Montepulciano-Chiusi-Pienzai egyházmegye élére is kinevezték.